# Семека, Сергей Александрович
Сергей Александрович Семека (25 июня 1906 — 22 июля 1966) — советский военный медик, теоретик и историк военной медицины, организатор медицинского обучения войск, профессор. Генерал-майор медицинской службы (1943).

## Биография
Родился 25 июня 1906 года в Санкт-Петербурге в семье учителя.
В 1923 году окончил 157-ю трудовую школу. После окончания школы поступил в Ленинградский институт народного хозяйства имени Ф. Энгельса, где учился 3 года. Не удовлетворенный учебой и приобретаемой специальностью, он оставил институт и 26 августа 1926 года поступил в Военно-медицинскую академию имени С. М. Кирова. В период учёбы в академии проявил особый интерес к занятиям на кафедре судебной медицины, все свободное время отдавая работе в студенческом кружке на этой кафедре.
После окончания с отличием академии С.А. Семека в 1931 году был оставлен кандидатом в адъюнктуру при кафедре судебной медицины. Однако в том же году его направляют в войска, где он начал службу с должности младшего врача 4-го Туркестанского артиллерийского полка Ленинградского военного округа. С 1932 по 1935 год - старший врач 4-го Туркестанского артиллерийского полка, а с 1935 по 1937 год - начальник медицинской службы 29-й кавалерийской дивизии того же округа. В 1936-1939 годах работал в военно-санитарном отделе Ленинградского военного округа в качестве помощника начальника отдела кадров, а в последующем - начальником этого отдела. Одновременно с 1938 года руководил кафедрой военных дисциплин Ленинградского фармацевтического института. В 1939 году им была защищена ученая степень кандидата медицинских наук, а в 1947 году было присвоено звание доцента.
В 1939 году был частником Советско-финляндской войны. В 1940 году руководил военным факультетом 1-го Харьковского медицинского института.
С 1941 года участник Великой Отечественной войны. В августе 1941 года был назначен заместителем начальника санитарного отдела 54-й армии Ленинградского фронта, затем в октябре 1941 года - начальником санитарного отдела 52-й армии Северо-Западного и Волховского фронтов, с июля 1942 года - начальником военно-санитарного управления Воронежского фронта, переименованного в октябре 1943 года в 1-й Украинский фронт.
Член ВКП(б) с 1942 года.
С июня 1944 по 1952 и с 1953 по 1957 год начальник военного факультета и одновременно был заведующий кафедры истории военной медицины Центрального института усовершенствования врачей. В 1952-1953 годах работал заместителем начальника Главного военно-медицинского управления МО СССР по научно-исследовательской работе. С 1957 года начальник военной кафедры Первого Московского медицинского института имени И. М. Сеченова.
В 1940 и в 1955 годах участвовал в подготовке основополагающих документов медицинской службы Советской Армии и принимал деятельное участие в подготовке Энциклопедического словаря военной медицины, Энциклопедического медицинского справочника для военных фельдшеров, 2-го издания БМЭ, собрания сочинений Н. И. Пирогова и ряда научных сборников.
Умер 22 июля 1966 года в Москве, похоронен на Введенском кладбище.